# Dolces hores
Dolces hores (títol original: Dulces Horas) és una pel·lícula espanyola dirigida per Carlos Saura, estrenada l'any 1982. Ha estat doblada al català.

## Argument
Juan és un autor de teatre turmentat pel seu passat: el seu vell pare perd la memòria, la seva jove mare s'ha suïcidat. Ha escrit una obra sobre els seus joves anys. Assisteix a les assajos, a la investigació d'alguna cosa…
- Assumpta Serna: la mare
- Iñaki Aierra: Juan
- Álvaro de Luna: Oncle Pepe
- Jacques Lalande: Oncle Antoñito
- Alicia Hermida: Tia Pilar
- Luisa Rodrigo: l'àvia
- Alicia Sánchez: la minyona
- Pedro Sempson: el pare
- Isabel Mestres: Marta
- Julien Thomas: Pablo
- Marion Game: Amparo
- Ofelia Angélica: Sofi
- Clara Merin: Lucía
- Pablo Hernández Smith: Juanico
- Magdalena García: Martita

## Banda original
- "Sonata in D Minor Opus 423", composta per Domenico Scarlatti
- "La Valse", composta per Maurice Ravel
- "Symphonie fantastique, composta per Hector Berlioz
- "Sevillanas", interpretada per Emilio de Diego
- "Recordar", escrit per Charles Borel-Clergue i José Salado, interpretat per Imperio Argentina
- "Mírame", interpretat per Celia Gámez